# Kopersmid (vogel)
De kopersmid (Psilopogon haemacephalus synoniem: Megalaima haemacephala) is een baardvogel die voorkomt in het groot gebied dat reikt van Pakistan tot Vietnam in het zuiden van het vasteland van Zuid-Azië en in de Indische Archipel. Vooral in de Filipijnen bevinden zich een half dozijn endemische ondersoorten op eilanden.

## Beschrijving
De kopersmid is 15 centimeter lang. Hij is — net als de andere Aziatische baardvogels — vrij plomp van bouw en overwegend groen gekleurd. Hij heeft een forse, donker gekleurde snavel met borstels aan de basis. Opvallend verschil met de andere baardvogels is zijn kleine formaat, de gele borst en keel waarin weer een rode vlek.
De naam kopersmid heeft betrekking op het geluid. Zoals de andere baardvogels maakt de kopersmid een staccato geluid (80 noten per minuut). Dit geluid lijkt op het kloppen van de hamer van de koperslager want tussen de noten is relatief meer stilte hoorbaar dan bij de andere soorten baardvogels.

## Verspreiding en leefgebied
Er zijn negen verschillende ondersoorten:
- M. h. indicus (Latham, 1790): Noordoost-Pakistan, India en Sri Lanka, verder Zuid-China, Vietnam en Zuid-Maleisië
- P. h.delicus (Parrot, 1907): Sumatra
- P. h. roseus (Dumont, 1805): Java en Bali
- P. h. haemacephalus (Statius Müller, 1776): Luzon en Mindoro (Filipijnen)
- P. h. celestinoi (Gilliard, 1949): Samar, Leyte, Catanduanes en Biliran (Filipijnen)
- P. h. mindanensis (Rand, 1948): Mindanao (Filipijnen)
- P. h. intermedius (Shelley, 1891): Guimaras, Negros, Panay (Filipijnen)
- P. h. cebuensis (Dziadosz & Parkes, 1984): Cebu (Filipijnen)
- P. h. homochroa (Dziadosz & Parkes, 1984): Tablas, Romblon, Masbate (Filipijnen)

Het is een standvogel van verschillende typen bos tot op een hoogte van 900 m boven de zeespiegel, verder in cultuurlandschap, parken, steden en tuinen.

## Status
De kopersmid heeft een enorm groot verspreidingsgebied en daardoor alleen al is de kans op uitsterven uiterst gering. De grootte van de populatie is niet gekwantificeerd. Er is aanleiding te veronderstellen dat de soort in aantal vooruit gaat. Om deze redenen staat deze baardvogel als niet bedreigd op de Rode Lijst van de IUCN.

Foto's van de kopersmid uit India
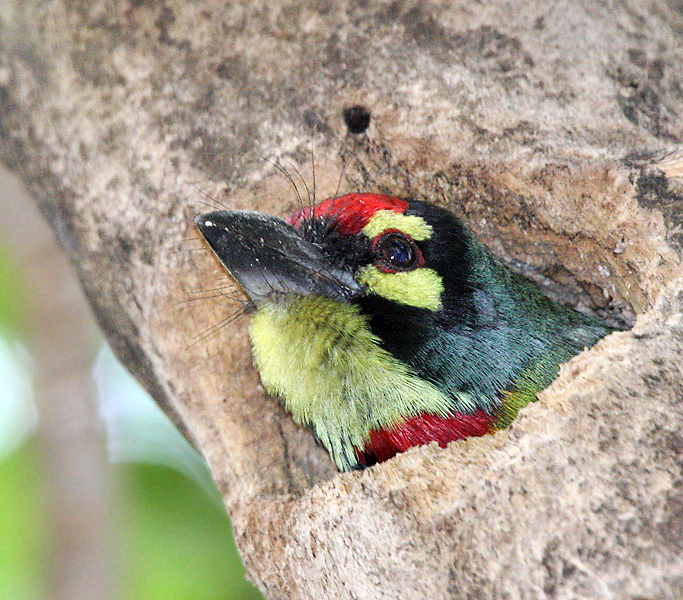
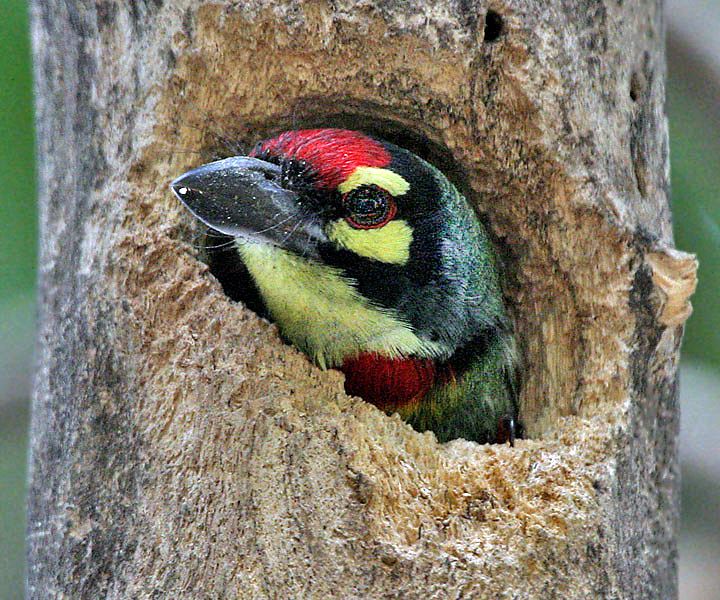
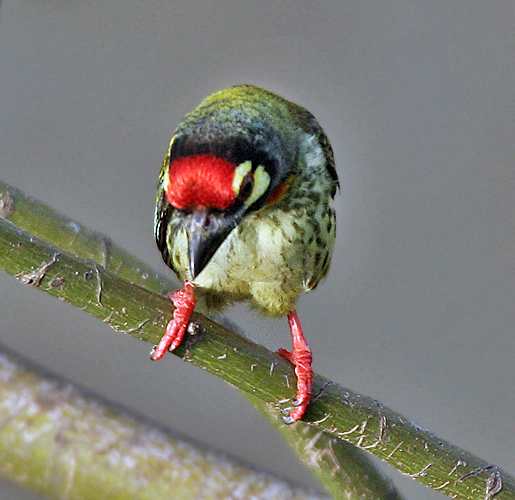
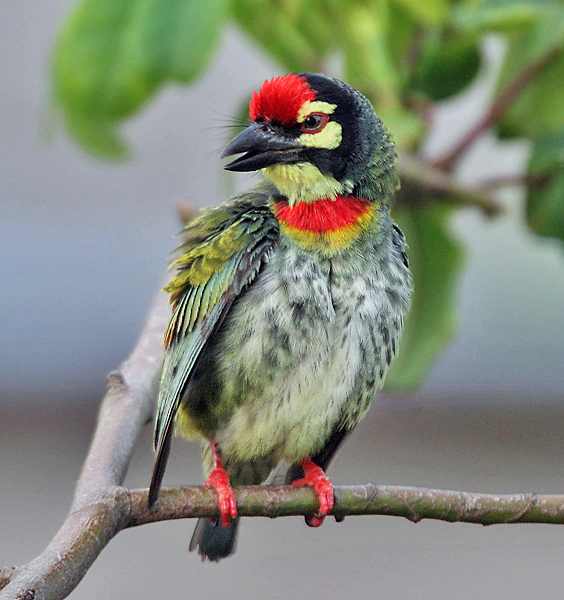
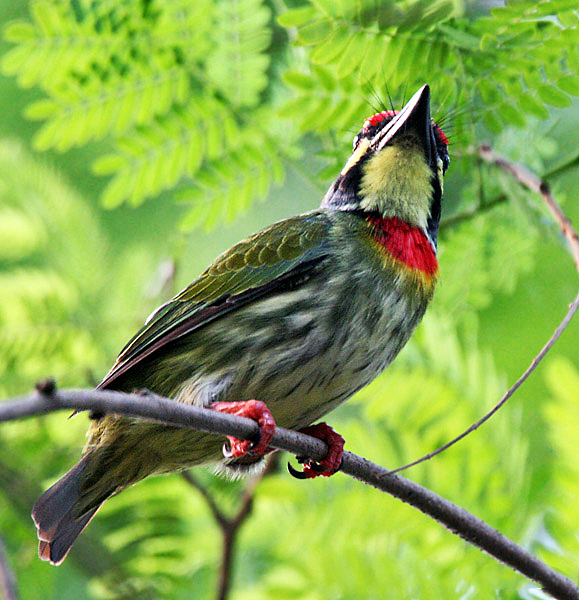
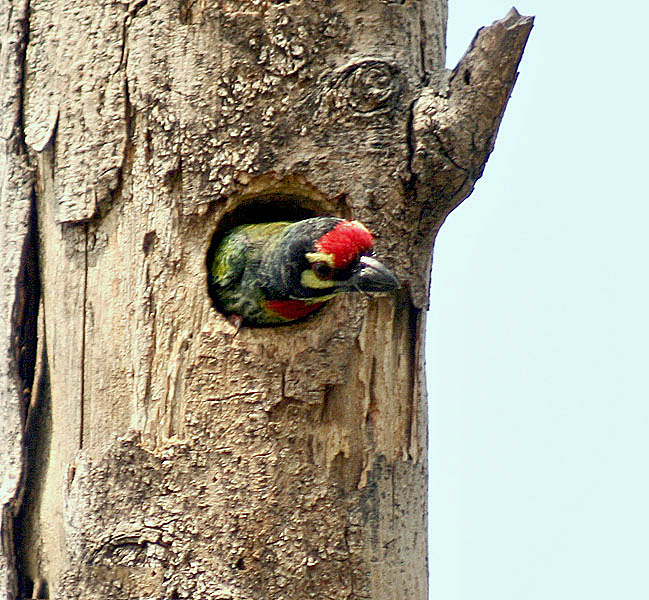
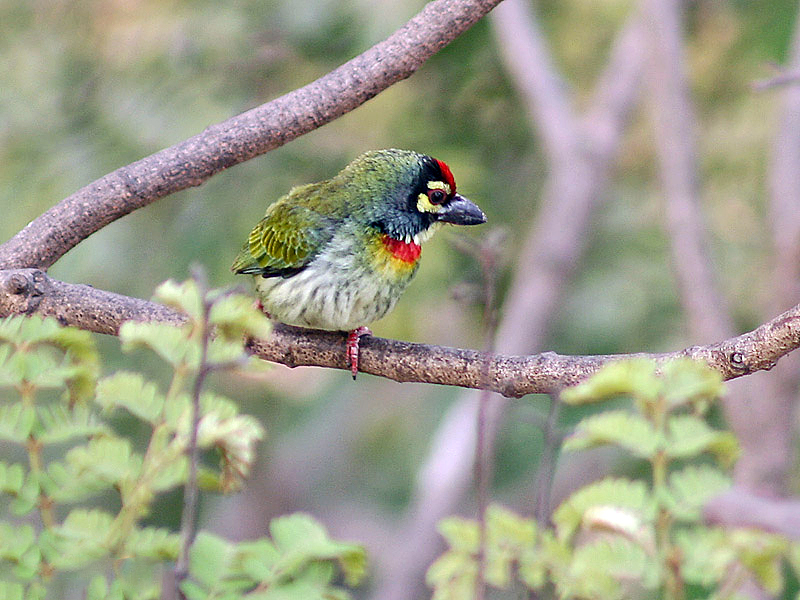
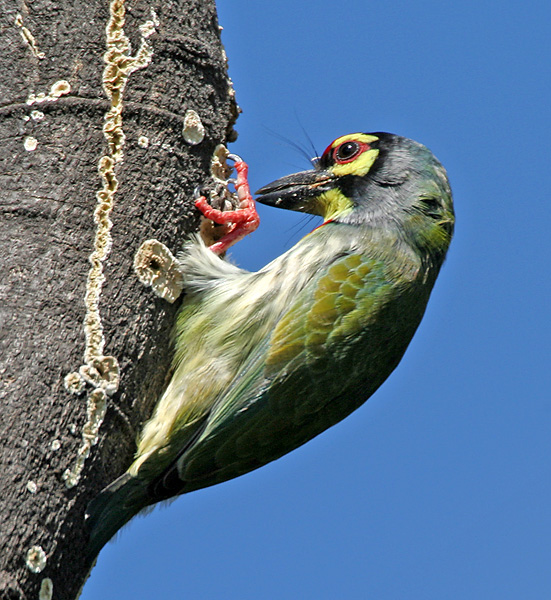
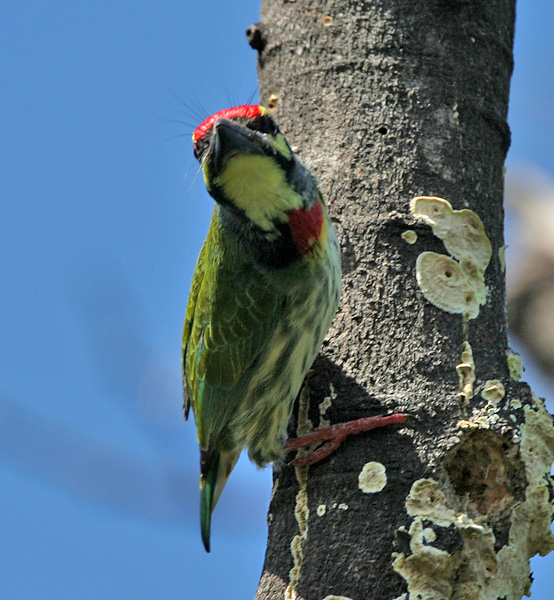
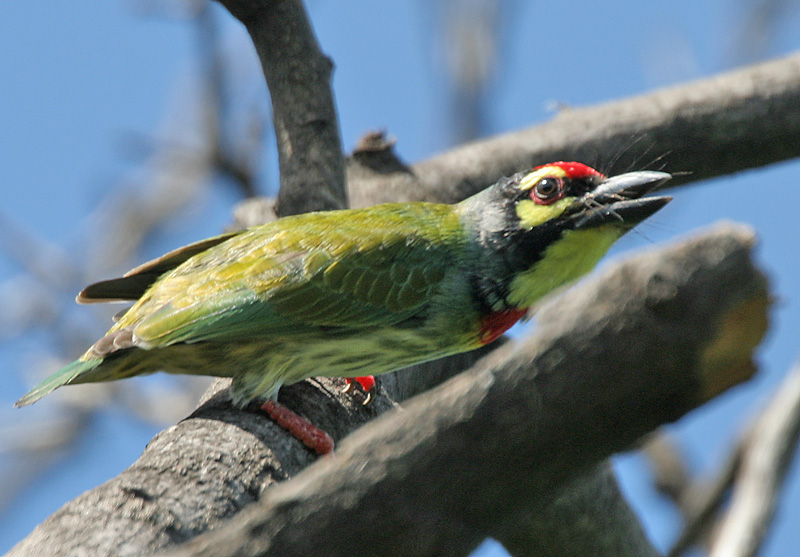
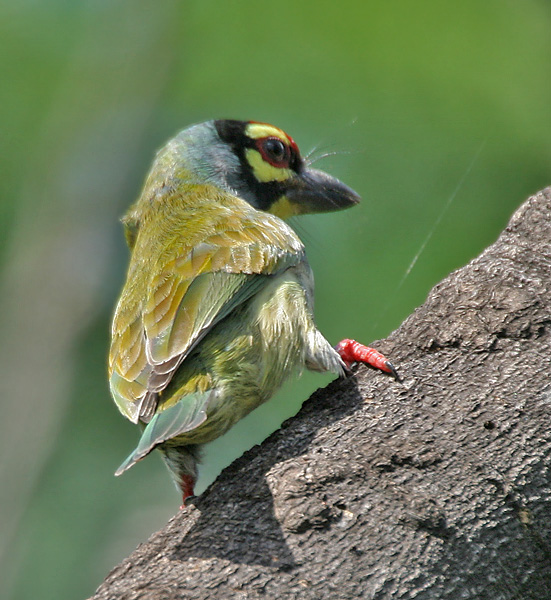
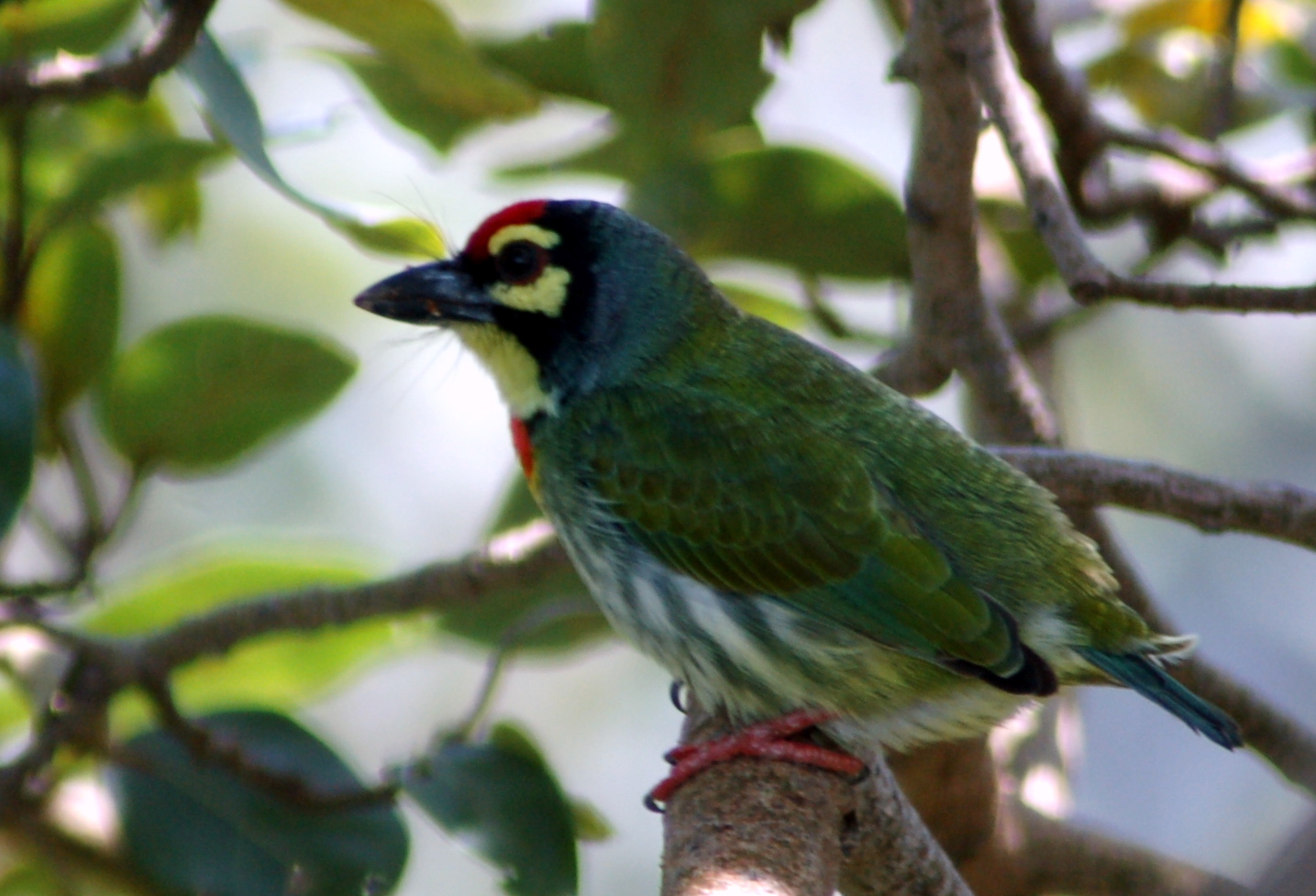